# Гонсало Гарсія (футболіст, 2004)
Гонса́ло Гарсі́я То́ррес (ісп. Gonzalo García Torres; нар. 24 березня 2004) — іспанський футболіст, нападник клубу «Реал Мадрид».

## Клубна кар'єра
Вихованець академії мадридського «Реала», де почав займатися з 2014 року. В сезоні 2018–19 перебував у системі «Мальорки». 26 березня 2022 року дебютував за «Реал Мадрид Кастілья» в матчі Прімери Федерасьйон проти «Ліненсе». 27 серпня 2023 року в поєдинку проти «Мелільї» забив свої перші голи в кар'єрі, відзначившись дублем.
26 листопада 2023 року дебютував в основному складі «Реала» в матчі Ла-Ліги проти «Кадіса», вийшовши на заміну Родріго.
30 листопада 2024 року в матчі Прімери Федерасьйон проти «Мериди» зробив покер. 31 січня 2025 року в поєдинку проти «Альхесіраса» оформив свій другий покер у сезоні, ставши також першим гравцем, що відзначився чотирма м'ячами у двох різних поєдинках. Також в цій грі забив свій 21-й гол у поточному сезоні, побивши рекорд чемпіонату за кількістю м'ячів, забитих гравцем за один сезон. 5 лютого 2025 року в матчі Кубка Іспанії проти «Леганеса» забив свій перший гол у професіональній кар'єрі, принісши перемогу своїй команді (3-2). В сезоні 2024–25 забив 25 голів у 36 матчах, ставши найкращим бомбардиром Прімери Федерасьйон.
В червні 2025 року виступав на клубному чемпіонаті світу в США. На турнірі провів шість матчів, відзначившись по голу проти саудівського «Аль-Гіляля», австрійського «Ред Булла», італійського «Ювентуса» та дортмундської «Боруссії», а його команда дійшла до півфіналу, де поступилась французькому «Парі Сен-Жермен». З чотирма м'ячами став найкращим бомбардиром, а також увійшов до символічної збірної чемпіонату.
8 серпня 2025 року продовжив контракт з «Реалом» до 2030 року, після чого був переведений до першої команди.

## Кар'єра в збірній
Виступав за збірні Іспанії до 18 і до 19 років. В липні 2023 року виступав за збірну до 19 років на юнацькому чемпіонаті Європи, що проходив на Мальті. На турнірі провів 4 матчі, а його команда поступилась у півфіналі збірній Італії.

## Статистика виступів
Станом на 9 липня 2025 
| Клуб              | Сезон             | Чемпіонат           | Чемпіонат | Чемпіонат | Кубок | Кубок | Єврокубки | Єврокубки | Інші  | Інші | Всього | Всього |
| Клуб              | Сезон             | Дивізіон            | Матчі     | Голи      | Матчі | Голи  | Матчі     | Голи      | Матчі | Голи | Матчі  | Голи   |
| ----------------- | ----------------- | ------------------- | --------- | --------- | ----- | ----- | --------- | --------- | ----- | ---- | ------ | ------ |
| Реал Мадрид Б     | 2021–22           | Прімера Федерасьйон | 2         | 0         | —     | —     | —         | —         | —     | —    | 2      | 0      |
| Реал Мадрид Б     | 2022–23           | Прімера Федерасьйон | 5         | 0         | —     | —     | —         | —         | 3     | 0    | 8      | 0      |
| Реал Мадрид Б     | 2023–24           | Прімера Федерасьйон | 27        | 5         | —     | —     | —         | —         | —     | —    | 27     | 5      |
| Реал Мадрид Б     | 2024–25           | Прімера Федерасьйон | 36        | 25        | —     | —     | —         | —         | —     | —    | 36     | 25     |
| Реал Мадрид Б     | Всього            | Всього              | 73        | 30        | 0     | 0     | 0         | 0         | 3     | 0    | 73     | 30     |
| Реал Мадрид       | 2023–24           | Ла-Ліга             | 2         | 0         | 0     | 0     | 0         | 0         | 0     | 0    | 2      | 0      |
| Реал Мадрид       | 2024–25           | Ла-Ліга             | 3         | 0         | 1     | 1     | 0         | 0         | 6     | 4    | 10     | 5      |
| Реал Мадрид       | Всього            | Всього              | 5         | 0         | 1     | 1     | 0         | 0         | 6     | 4    | 12     | 5      |
| Всього за кар'єру | Всього за кар'єру | Всього за кар'єру   | 75        | 30        | 1     | 1     | 0         | 0         | 9     | 4    | 85     | 35     |

1. ↑  Матчі плей-оф Прімери Федерасьйон
2. ↑  Матчі на клубному чемпіонаті світу

## Досягнення
«Реал Мадрид»
- Чемпіон Іспанії: 2023–24[25]
- Переможець Ліги чемпіонів УЄФА: 2023–24[26]
- Володар Міжконтинентального кубка ФІФА: 2024[27]

Особисті
- Найкращий бомбардир Прімери Федерасьйон: 2024–25 (25 голів)
- Найкращий бомбардир Клубного чемпіонату світу: 2025 (4 голи)[28]
- Символічна збірна Клубного чемпіонату світу: 2025